# Elattarchus archidium
Elattarchus archidium és una espècie de peix de la família dels esciènids i de l'ordre dels perciformes.

## Morfologia
- Els mascles poden assolir 25 cm de longitud total.[4][5]

## Hàbitat
És un peix marí, de clima tropical i bentopelàgic que viu entre 2-38 m de fondària.

## Distribució geogràfica
Es troba a l'oceà Pacífic oriental central: des del Golf de Califòrnia fins al Perú.

## Observacions
És inofensiu per als humans.